# Naours
Naours – miejscowość i gmina we Francji, w regionie Hauts-de-France, w departamencie Somma.
Według danych na rok 2012 gminę zamieszkiwało 1 108 osób, a gęstość zaludnienia wynosiła 69 osób/km².